# Metahaiweeïta
La metahaiweeïta és un mineral de la classe dels silicats. Rep el seu nom per la seva relació amb la haiweeïta.

## Característiques
La metahaiweeïta és un silicat de fórmula química Ca(UO₂)₂Si₆O15·nH₂O. Va ser aprovada com a espècie vàlida per l'Associació Mineralògica Internacional l'any 1959. La seva duresa a l'escala de Mohs és 3,5.
Segons la classificació de Nickel-Strunz, la metahaiweeïta pertany a «09.AK: Estructures de nesosilicats (tetraedres aïllats), uranil nesosilicats i polisilicats» juntament amb els següents minerals: soddyita, cuprosklodowskita, oursinita, sklodowskita, boltwoodita, kasolita, natroboltwoodita, uranofana-β, uranofana, swamboïta, haiweeïta, ranquilita, weeksita, coutinhoïta, ursilita, magnioursilita, calcioursilita i uranosilita.

## Formació i jaciments
Va ser descoberta al jaciment d'urani sense anomenar que es troba al districte de Coso, a la serralada que duu el mateix nom, al comtat d'Inyo, Califòrnia, Estats Units. També ha estat descrita a la mina d'urani Rössing, a la localitat d'Arandis, a la regió d'Erongo, a Namíbia. No ha estat descrita en cap altre indret del planeta.